# Andrij Hryvko
Andrij Hryvko (ukrainsk: Андрій Гривко, født 7. august 1983 i Simferopol, Ukrainske SSR, Sovjetunionen) er en ukrainsk professionel landevejsrytter, som kører for det professionelle cykelhold XDS Astana Team.
Andrij Hryvko blev professionel i 2005 ved Domina Vacanze og blev ukrainsk mester i enkeltstart i 2005-2006, 2008-2009, 2012 og mester i linjeløb 2012.